# Massacre anti-tamouls (1977)
Le pogrom anti-Tamoul de 1977 du Sri Lanka,, est survenu juste après les élections législatives de 1977 où le parti politique séparatiste Tamil United Liberation Front est devenu le Parti de l'opposition, à la surprise générale.
Près de 300 Tamouls ont été tués dans des émeutes qui sont survenues dans plusieurs provinces cingalaises, et des milliers de communistes du Janatha Vimukthi Peramuna ont été chassés de leurs maisons.
Les massacres ont été initiés et ont activement été soutenus par le gouvernement sri lankais cingalais au pouvoir.

## Contexte Historique
Avant les colonisations portugaises, néerlandaises puis britanniques, les tamouls vivaient dans des royaumes distincts des royaumes cingalais pendant près de 2 000 ans. A l'indépendance du Ceylan britannique, le pays devient le Dominion de Ceylan, un pays unifié, dirigé uniquement par les cingalais.
En 1956, alors que des crises économiques se suivent, les dirigeants cingalais ont joué du nationalisme en accusant les tamouls des maux du pays. Il établisse alors le Sinhala Only Act, qui interdisent l'utilisation de la langue tamoul dans tous les établissements publics.
Petit à petit, les différents partis politiques tamouls réclamaient certains pouvoirs spécifiques aux Provinces du nord et l'est du Sri Lanka où les Tamouls sont majoritaires. Avec le temps, les dirigeants tamouls désespérés ont décidé que la cohabitation ne servait à rien et que la seule solution était un État séparé.
En 1974, tous les principaux partis politiques représentant les Tamouls dans le Nord et Est se sont regroupés pour former un seul parti uni, le Tamil United Liberation Front (TULF). En 1976, lors de la convention du parti à Vaddukoddai, ils ont adopté une résolution appelant à la création d'un État séparé, le Tamil Eelam.
En 1972, le pays est devenu une république, mais la transition a été rude. Le parti Sri Lanka Freedom Party a été entièrement tenu responsable et a été boudé aux élections législatives qui ont eu lieu le 21 juillet 1977. Sa 3e position aux élections fut un choc dans tout le pays, car le parti séparatiste tamoul Tamil United Liberation Front devient le parti de l'opposition, propre au système politique de Westminster des pays du Commonwealth.
Depuis plusieurs années, il y avait des attaques sporadiques sur des militaires et des polices dans la région de Jaffna, par des militants de la jeunesse tamoule, qui ne voyait la séparation que par la violence. Le nouveau premier ministre, Junius Richard Jayewardene, était convaincu qu'il y avait un lien entre le TULF et les militants, et voulait arrêter les deux.

## Pogrom

### Attaques anti-communistes
Avant les élections de 1977, le premier ministre Jayewardene a accordé à la police une semaine de congé afin que ses partisans puissent attaquer les membres des partis adverses. Après sa victoire, son gouvernement a lancé une violence sans précédent contre tous les partis d'opposition, qu'ils soit tamouls ou non, ciblant les partisans du Sri Lanka Freedom Party, du Lanka Sama Samaja Party, du Parti communiste du Sri Lanka, et Parti démocratique populaire.
Au total, quelque 9000 familles de partisans du dirigeant du LSSP NM Perera à Yatiyantota ont été chassées de leurs maisons pour être détruites.

### Pogrom anti-ethnique
Plusieurs hypothèses existent quant à la façon dont les émeutes ont commencé. La première version de l'histoire serait qu'une dispute ait commencé quand quatre policiers sont entrés dans un carnaval sans billets, en état d'ébriété et ont attaqué les organisateurs quand ceux-ci leur ont demandé leurs billets d'entrée. La dispute s'est intensifiée et les policiers ont été battus par le public, qui en représailles, a ouvert le feu.
D'autres estiment que l'incident du carnaval était un prétexte, des enquêtes révèlent qu'il s'agissait d'une attaque planifiée. L'émeute a commencé le 12 août 1977, moins d'un mois après l'entrée en fonction du nouveau gouvernement.
Walter Schwarz écrira dans son livre Tamouls du Sri Lanka :
« ... Les émeutes (en 1977) ont commencé à Jaffna, dans la capitale de la province du Nord, lorsque les policiers cingalais, fidèles au Sri Lanka Freedom Party de Sirimavo Bandaranaike, battu aux élections de 1977, ont agi de manière provocante en faisant éclater un carnaval tamoul. Dans la violente altercation qui a suivi, la police a ouvert le feu et quatre personnes ont été tuées. Une vague d'émeutes suivit, se propageant rapidement vers le sud. Parmi les 1 500 personnes arrêtées figuraient plusieurs extrémistes cingalais bien connus, accusés d'avoir incité à la violence contre les Tamouls. »
Edmund Samarakkody écrira un article dans le Workers Vanguard (en), journal marxiste new yorkais :
« ... Le pogrom anti-tamoul de mi-août 1977 (le troisième en deux décennies) a fait ressortir que le problème de la minorité tamoule au Sri Lanka n'est pas résolu depuis près d'un demi-siècle, résultant de l'émergence d'un mouvement séparatiste chez les Tamouls. Comme lors de précédents pogroms, ce qui s'est passé récemment n'était pas des émeutes cingalaises-tamoules, mais bien un pogrom anti-tamoul. Bien que des Cingalais aient été parmi les victimes, la grande majorité des personnes tuées, mutilées et grièvement blessées sont des Tamouls. Les victimes du pillage généralisé sont en grande partie des Tamouls. Et parmi ceux dont les magasins et les maisons ont été détruits, les Tamouls sont les premières victimes. Sur les près de 75 000 réfugiés, la très grande majorité étaient des Tamouls, y compris des travailleurs des plantations indiennes tamoules... »

## Réponse du gouvernement
Questionné au parlement par le chef de l'opposition tamoul, Amirthalingam, le premier ministre Jayewardene a accusé le TULF d'être à l'origine des émeutes.
« Le peuple devient rétif quand ils entendent parler d'un État séparé. À chacune de ces déclarations, les journaux les relaient dans toute l'île. Si vous vous dites non-violent, mais que vous utilisez la violence de temps en temps, comment pensez-vous que les habitants du Sri Lanka vont réagir ? Si vous voulez vous battre, qu'il y ait un combat; si vous voulez la paix, qu'il y ait la paix; c'est ce qu'ils vont dire. Ce n'est pas ce que je dis. Le peuple du Sri Lanka le dit. »
Après 8 jours de violence dans toute l'île, le gouvernement déploie l'armée le 20 août 1977 pour réprimer les émeutes.

## Conséquences
Plus de 75 000 Tamouls ont été victimes de violences raciales et ont été contraints de s'installer dans des parties du nord et est du Sri Lanka. Les événements du pogrom ont radicalisé les jeunes Tamouls, convaincus que la stratégie du TULF d'utiliser les moyens légaux et constitutionnels pour parvenir à l'indépendance ne marcherait jamais, et que l'insurrection armée était la seule voie à suivre.
Le déclenchement du pogrom a mis en évidence l'incapacité du TULF à assurer la sécurité des Tamouls. Ce n'est qu'après le pogrom, le TELO et le LTTE, que les deux principaux groupes de libération tamoul ont commencé une campagne active pour un Tamil Eelam. Uma Maheswaran, une militante du TULF, a rejoint les LTTE en 1977 et a été nommée présidente de l'organisation par Velupillai Prabhakaran. Beaucoup de ces militants tamouls ont commencé à se joindre à divers groupes militants tamouls pour se battre pour un État séparé.